# Phan Văn Giang

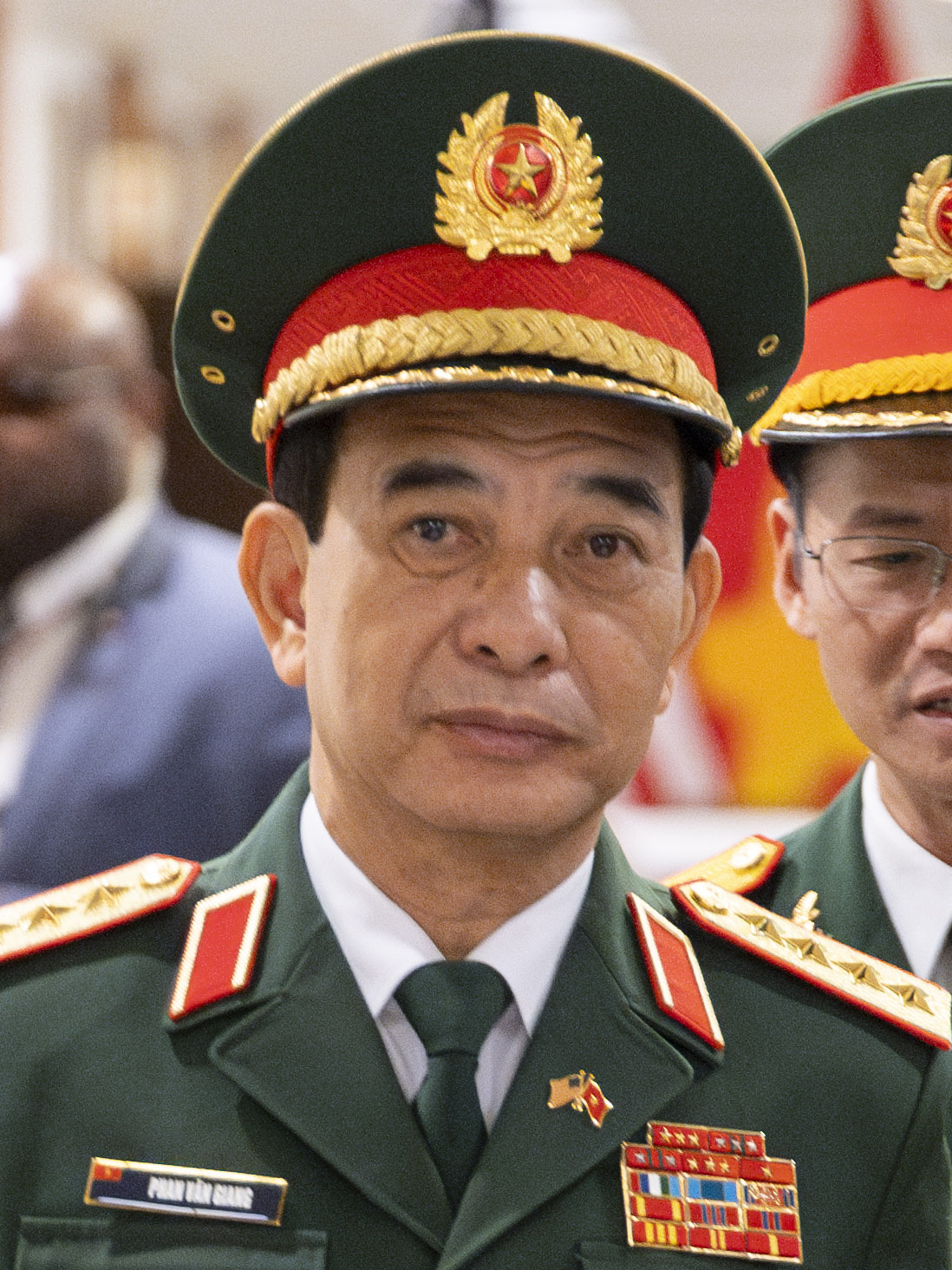
Phan Văn Giang (2024)

Phan Văn Giang (* 14. Oktober 1960 in Hồng Quang, Nam Trực, Nam Định, Nordvietnam) ist ein Politiker der Kommunistischen Partei Vietnams KPV (Đảng Cộng sản Việt Nam) in der Sozialistischen Republik Vietnam und General der Vietnamesischen Volksarmee (Quân Đội Nhân Dân Việt Nam), der unter anderem seit 2021 Minister für Nationale Verteidigung sowie Mitglied des Politbüros des Zentralkomitees (ZK) der KPV ist.

## Leben

### Offizier und Stabsoffizier
Phan Văn Giang trat im August 1978 als Soldat in das Bataillon 4 des Regiments 677 der Division 346, der er bis November 1979 angehörte. Er nahm während dieser Zeit am Chinesisch-Vietnamesischen Krieg (17. Februar bis 16. März 1979) teil und war im Anschluss zwischen Dezember 1979 und April 1980 Kultur-Soldat an der Kulturschule der Militärregion 1, woraufhin er von Mai 1980 bis August 1983 Absolvent der Panzertechnischen Führungsoffiziersschule war. Nach seiner Beförderung zum Leutnant (Trung úy) im September 1983 war er bis September 1984 Zugführer der Kompanie 3 des Bataillons 1037 der Division 312 im I. Armeekorps und wurde im Oktober 1984 Mitglied der KPV. Nach seiner Beförderung zum Oberleutnant (Thượng úy) 1985 fungierte er bis April 1986 als stellvertretender Chef der Technischen Kompanie des Bataillons 1037, ehe im Mai 1986 stellvertretender Parteisekretär sowie nach seiner Beförderung zum Hauptmann (Đại úy) von 1988 bis März 1989 Kompaniechef der Kompanie 1 des Bataillons 1037 wurde. Daraufhin war er zwischen April 1989 und August 1990 Mitglied des Parteikomitees des Bataillons sowie stellvertretender Bataillonskommandeur und Stabschef des Bataillons 1037.
Phan Văn Giang absolvierte von September 1990 bis September 1993 die Heeresakademie und wurde in dieser Zeit 1992 zum Major (Thiếu tá) befördert. Danach übernahm er im Generalstab der Division 312 zwischen Oktober 1993 und März 1994 zunächst den Posten als Panzeroffizier sowie anschließend zwischen April 1994 und März 1996 als Operationsoffizier dieser Division. Er war im Anschluss von April 1996 bis August 1997 stellvertretender Stabschef des Regiments 141, das ebenfalls zur Division 312 gehörte, und wurde als solcher 1997 zum Oberstleutnant Zweiten Grades (Trung tá) befördert. Daraufhin war er zwischen September 1997 und September 1998 stellvertretender Regimentskommandeur und Stabschef des auch zur Division 312 gehörenden Regiments 209 sowie Mitglied des Parteikomitees dieses Regiments und im Anschluss von Oktober 1998 und Juni 1999 Absolvent der Logistikakademie. Nach Beendigung des Studiums fand er zwischen Juli 1999 und Juli 2001 erneut Verwendung als stellvertretender Regimentskommandeur und Stabschef des Regiments 209. Er war zunächst weiterhin Mitglied des Parteikomitees des Regiments sowie zwischen Dezember 1999 und Juli 2001 stellvertretender Sekretär des Parteikomitees des Regiments 209. Nachdem er im August 2001 seine Beförderung zum Oberstleutnant Ersten Grades (Thượng tá) erhalten hatte, fungierte er kurzzeitig als stellvertretender Chef des Stabes der Division 312 und absolvierte daraufhin zwischen September 2001 und Juli 2002 die Kommando- und Stabsakademie der Streitkräfte. Nach Beendigung des Studiums fungierte er von August 2002 bis Mai 2003 erst als stellvertretender Stabschef der Division 312 und war danach zwischen Juni 2003 und Oktober 2003 stellvertretender Kommandeur und Stabschef sowie zudem Mitglied des Parteikomitees dieser Division. Während er von November 2003 bis August 2006 Kommandeur der Division 312 und stellvertretender Sekretär des Parteikomitees dieser Division war, erfolgte 2005 seine Beförderung zum Oberst (Đại tá). Nachdem er zwischen September 2006 und August 2007 ein Studium an der Nationalen Verteidigungsakademie absolviert hatte, fand er von September 2007 bis Juli 2008 erneut Verwendung als Kommandeur der Division 312 und stellvertretender Sekretär des Parteikomitees dieser Division. Danach war er zwischen August 2008 und Mai 2010 sowohl stellvertretender Kommandeur des I. Armeekorps als auch Mitglied des Parteikomitees dieses Korps sowie ferner von Februar 2009 bis Mai 2010 zusätzlich Stabschef des I. Armeekorps.

### Aufstieg zum General, Minister für Nationale Verteidigung und Politbüromitglied

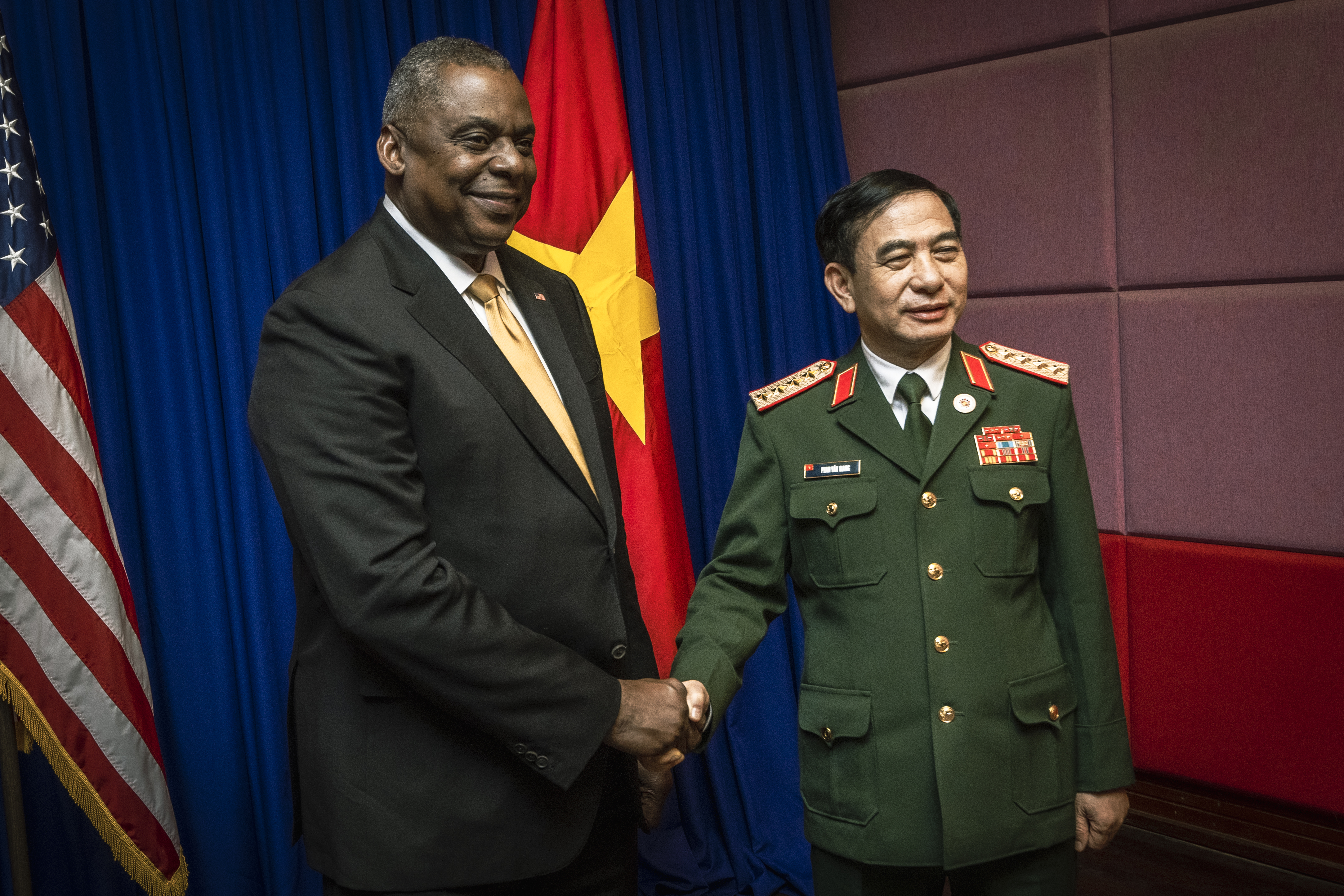
General Phan Văn Giang mit US-Verteidigungsminister Lloyd Austin (22. November 2022).

Nach seiner Beförderung zum Generalmajor (Thiếu tướng) war Phan Văn Giang zwischen Juni 2010 und September 2011 Kommandeur sowie in Personalunion stellvertretender Sekretär des Parteikomitees des I. Armeekorps. Im Oktober 2011 wechselte er ins Ministerium für Nationale Verteidigung und war dort bis Februar 2014 sowohl stellvertretender Chef des Generalstabes der Vietnamesischen Volksarmee als auch Sekretär des Parteikomitees des Generalstabs, wobei er 2013 seine Beförderung zum Generalleutnant (Trung tướng) erhielt. Er absolvierte zwischen Februar und Juni 2014 die „Hồ Chí Minh“-Nationalakademie für Politik und wurde auf einem Plenum des XI. ZK im März 2014 erstmals Mitglied des ZK der KPV, dem er nach seinen Bestätigungen auf dem XII. Nationalkongress (20. bis 28. Januar 2016) und auf dem XIII. Nationalkongress (25. Januar bis 1. Februar 2021) seither angehört. Er war zugleich zwischen März 2014 und März 2016 Kommandeur der Militärregion 1 sowie zugleich Mitglied der Zentralen Militärkommission. Daraufhin fungierte er zwischen April 2016 und April 2021 als stellvertretender Minister für Nationale Verteidigung und wurde im April 2016 zuerst Ständiges Mitglied der Zentralen Militärkommission, ehe er von Mai 2016 bis März 2021 Mitglied des Ständigen Ausschusses der Zentralen Militärkommission war.
Am 17. Mai 2016 wurde Generalleutnant Phan Văn Giang, der einen Doktor der Militärwissenschaften erworben hatte, Nachfolger von Đỗ Bá Tỵ als Chef des Generalstabes der Vietnamesischen Volksarmee und verblieb auf diesem Posten bis zu seiner Ablösung durch Nguyễn Tân Cương, wobei er 2017 auch zum Generaloberst (Thượng tướng) befördert wurde. Auf dem XIII. Nationalkongress wurde er im Januar 2021 auch Mitglied des Politbüros des ZK und gehört auch diesem obersten Führungsgremium seither an, wobei er im aktuellen XIII. Politbüro innerhalb der Parteihierarchie den zehnten Rang unter den 16 Politbüromitgliedern einnimmt. Seit dem 8. April 2021 ist er als Nachfolger von Ngô Xuân Lịch Minister für Nationale Verteidigung (Bộ trưởng Bộ Quốc phòng) im Kabinett von Premierminister Phạm Minh Chính. Zugleich ist er als Nachfolger von Ngô Xuân Lịch seit dem 8. April 2021 stellvertretender Sekretär der Zentralen Militärkommission. Ferner wurde er im April 2021 Mitglied des Nationalen Wahlrates und ist in der 15. Legislaturperiode seit Juli 2021 ferner Nationalversammlung (Quốc hội Việt Nam). Im Juli 2021 wurde er außerdem zum General (Đại tướng) befördert.